# Schönholzerswilen
Schönholzerswilen är en ort och kommun i distriktet Weinfelden i kantonen Thurgau, Schweiz. Kommunen har 889 invånare (2023).